# Jasmin Janning
Jasmin Janning (* 17. Mai 2005) ist eine deutsche Fußballtorhüterin.

## Karriere

### Vereine
Janning begann für den in Fuchstal im oberbayerischen Landkreis Landsberg am Lech ansässigen SV Fuchstal mit dem Fußballspielen. Zunächst war sie als Feldspielerin und gemeinsam mit Jungen aktiv. Später spielte sie für die Juniorenfördergemeinschaft Lechrain und den in Murnau am Staffelsee ansässigen Mehrspartensportverein TSV Murnau, zuletzt am 23. Oktober 2021 in der Frauen-Landesliga Bayern Süd. In der Rückrunde der Saison 2021/22 spielte sie für die weibliche B-Jugendmannschaft des FC Carl Zeiss Jena und bestritt neun Punktspiele in der Staffel Nord/Nordost der B-Juniorinnen-Bundesliga.
Zur Saison 2022/23 in die zweite Mannschaft aufgerückt, wurde sie in dieser ab Ende August 2022 in 13 Punktspielen in der drittklassigen Regionalliga Nordost eingesetzt. Während dieser Zeit bestritt sie zwei Punktspiele für die erste Mannschaft in der 2. Bundesliga. Zur Saison 2023/24 rückte sie in die erste Mannschaft auf und bestritt für diese alle 26 Saisonspiele in der 2. Bundesliga. Mit den drittwenigsten Gegentoren und den wenigsten Niederlagen aller 14 Mannschaften trug sie zum zweiten Platz und dem Aufstieg in die Bundesliga bei. In dieser Spielklasse debütierte sie zum Saisonstart am 31. August 2024 bei der 0:2-Niederlage im Auswärtsspiel gegen Eintracht Frankfurt.

### Nationalmannschaft
Janning debütierte als Nationaltorhüterin in der U19-Nationalmannschaft, die am 26. September 2023 sich im  Freundschaft ausgetragenen Länderspiel gegen die U19-Nationalmannschaft Englands 3:3 unentschieden trennte; sie wurde in der 62. Minute für Rebecca Adamczyk eingewechselt.